# Funeral
Funeral je první studiové album kanadské skupiny Arcade Fire. Vydáno bylo v září roku 2004 společností Merge Records (pouze v Severní Americe) a následně, v únoru 2005, v Evropě společností Rough Trade Records. Album bylo nominováno na cenu Grammy. Server Pitchfork Media jej označil za album roku 2004. Podobných úspěchů se dočkalo i od různých časopisů.

## Seznam skladeb
1. „Neighborhood #1 (Tunnels)“ – 4:48
2. „Neighborhood #2 (Laïka)“ – 3:33
3. „Une année sans lumière“ – 3:40
4. „Neighborhood #3 (Power Out)“ – 5:12
5. „Neighborhood #4 (7 Kettles)“ – 4:49
6. „Crown of Love“ – 4:42
7. „Wake Up“ – 5:39
8. „Haïti“ – 4:07
9. „Rebellion (Lies)“ – 5:10
10. „In the Backseat“ – 6:21

## Obsazení
Arcade Fire
- Win Butler – zpěv, kytara, klavír, syntezátor, baskytara
- Régine Chassagne – zpěv, bicí, syntezátor, klavír, akordeon, xylofon, zobcová flétna, perkuse
- Richard Reed Parry – kytara, syntezátor, varhany, klavír, akordeon, xylofon, perkuse, kontrabas
- Tim Kingsbury – baskytara, kytara
- Howard Bilerman – bicí, kytara
- William Butler – baskytara, xylofon, syntezátor, perkuse

Ostatní hudebníci
- Sarah Neufeld – housle, aranžmá
- Owen Pallett – housle, aranžmá
- Michael Olsen – violoncello
- Pietro Amato – lesní roh
- Anita Fust – harfa
- Sophie Trudeau – housle
- Jessica Moss – housle
- Gen Heistek – viola
- Arlen Thompson – bicí